# Etiqueta de poli-histidina
Uma etiqueta de poli-histidina ou his-tag é um motivo de aminoácidos numa proteína que consiste em pelo menos seis resíduos de histidina, geralmente nos terminais N ou C dessa proteína.